# Landoltia punctata
Landoltia es un género monotípico de plantas de la familia Araceae.  El género Landoltia es morfológicamente intermedio entre  Lemna y Spirodela.  En 1999 Donald H. Les y Daniel J. Crawford propusieron el nuevo género  Landoltia conteniendo una única especie: Landoltia punctata, (anteriormente Spirodela punctata) sobre la base de estudios de su ADN.

## Distribución
L. punctata es originaria de Australia y el sur de Asia, pero en la actualidad se puede encontrar en el sur y este de los Estados Unidos.

## Taxonomía
El género fue descrito por (G.Mey.) Les & D.J.Crawford y publicado en Novon 9(4): 532. 1999.
Sinonimia
- Lemna punctata G.Mey., Prim. Fl. Esseq. 262 (1818)
- Spirodela punctata (G.Mey.) C.H.Thomps., Rep. (Annual) Missouri Bot. Gard. 1898: 28 (1898)
- Lemna melanorrhiza F.Muell. ex Kurz, J. Bot. 5: 115 (1867)
- Lemna oligorrhiza Kurz, J. Linn. Soc., Bot. 9: 267 (1867)
- Lemna pleiorrhiza F.Muell. ex Kurz, J. Bot. 5: 115 (1867)
- Lemna javanica F.A.Bauer ex Hegelm., Lemnac.: 150 (1868)
- Lemna pusilla Hegelm., Lemnac.: 147 (1868)
- Spirodela oligorrhiza (Kurz) Hegelm., Lemnac. 147 (1868)
- Spirodela oligorrhiza var. javanica Hegelm., Lemnac. 150 (1868)
- Spirodela oligorrhiza var. melanorrhiza (F.Muell. ex Kurz) Hegelm., Lemnac. 148 (1868).
- Spirodela oligorrhiza var. pleiorrhiza (F.Muell. ex Kurz) Hegelm., Lemnac. 149 (1868).
- Spirodela oligorrhiza var. pusilla Hegelm., Lemnac.: 149 (1868).[2]